# Feliciadamia
Feliciadamia é um género botânico pertencente à família Melastomataceae.